# Xã Minnesota Falls, Quận Yellow Medicine, Minnesota
Xã Minnesota Falls (tiếng Anh: Minnesota Falls Township) là một xã thuộc quận Yellow Medicine, tiểu bang Minnesota, Hoa Kỳ. Năm 2010, dân số của xã này là 429 người.